# Фуше, Бруно
Бруно Фуше (фр. Bruno Foucher) — французский дипломат. Действующий посол Французской Республики в Центральноафриканской Республике с 7 июля 2023 года, бывший посол Франции в Ливане (2017—2020), в Иране (2011—2016), в Чаде (2006—2011).

## Биография
Окончил Высшую школу социальных наук в направлении «экономическая история», Институт политических исследований по специальности «политические исследования», а позже в 1990 году — Национальную школу администрации.

### Карьера
- В 1990–1993 годах — сотрудник постоянного представительства Франции при Организации Объединённых Наций в Нью-Йорке.
- В 1993–1997 годах — первый секретарь постоянного представительства Франции при ООН.
- В 1997–2000 годах — второй советник Посольства Франции в Иране.
- В 2000–2003 годах — первый советник Посольства Франции в Саудовской Аравии.
- В 2003–2006 годах — заместитель директора по Западной Африке в МИД Франции.
- С 18 ноября 2006 по 21 марта 2011 года — чрезвычайный и полномочный посол Франции в Чаде.
- С 13 июня 2011 по 1 апреля 2016 года — чрезвычайный и полномочный посол Франции в Иране.
- В 2016–2017 годах — председатель совета директоров Французского института.
- С 12 июля 2017 по 10 сентября 2020 года — чрезвычайный и полномочный посол Франции в Ливане[1].
- В 2021–2023 годах — председатель совета директоров Агентства французского образования за рубежом[2].
- С 7 июля 2023 года — чрезвычайный и полномочный посол Франции в Центральноафриканской Республике[3].

## Награды
- Почётная медаль иностранных дел Франции (25 апреля 2008 года)
- Кавалер ордена Почётного легиона (31 декабря 2008 года)
- Кавалер ордена Искусств и литературы (10 февраля 2016 года)[4]